# Evergestis dilutalis
Evergestis dilutalis ist ein Schmetterling aus der Familie der Crambiden (Crambidae).

## Merkmale
Die Falter erreichen eine Flügelspannweite von etwa 30 Millimeter. Kopf und Körper sind fahl ockerfarben. Die Vorderflügel haben eine weißliche Grundfärbung. Die Costalader, das Wurzelfeld und die Querlinien sind fahl ockerfarben. Zwischen der wellenförmig gezähnten, weißlichen Postmedian- und der Subterminallinie befindet sich ein ziemlich breites, schräg verlaufendes Band, das bis in den Apikalbereich reicht. Innerhalb der Zelle liegen zwei undeutliche, fahle Flecke. Die Fransenschuppen sind weiß. Die Hinterflügel sind schmutzig weiß und glänzen. Sie sind mit einer gleichmäßig gebogenen, dunkleren Postmedianlinie gezeichnet. Im Saumfeld befindet sich eine schmale dunkle Linie, die an die weißen Fransenschuppen grenzt. Die Vorderflügelunterseite ist düster. Die Zeichnung und der dunkle Diskalfleck sind sehr undeutlich. Die Hinterflügelunterseite ist schmutzig weiß. Die Fransenschuppen der Flügel sind weiß, bei den Vorderflügeln sind sie am Apex dunkel gezeichnet.
Die Genitalarmatur der Männchen wurde bisher nicht beschrieben.
Bei den Weibchen ist das Corpus bursae fast kugelförmig und von der Basis des Ductus bursae abgesetzt. Das Signum ist eiförmig und fast so lang wie das Corpus bursae. Der Ductus bursae ist gewunden und weitet sich vor dem Colliculum. Das Antrum ist sehr schmal trichterförmig und runzlig.

### Ähnliche Arten
Vom Erscheinungsbild her ähnelt E. dilutalis Evergestis sophialis und Evergestis frumentalis, die zuerst genannte Art ist aber deutlich fahler gefärbt.

## Verbreitung
Evergestis dilutalis ist in Rumänien und der Ukraine (Krim) verbreitet.

## Biologie
Die Präimaginalstadien (Ei, Raupe, Puppe) sind unbekannt. Die Falter fliegen von Ende Juni bis Juli.

## Systematik
Aus der Literatur sind folgende Synonyme bekannt:
- Botys dilutalis Herrich-Schäffer, 1848
- Evergestis ostrogovichi Caradja, 1929

## Belege
1. 1 2 3 4 5 6 7  Barry Goater, Matthias Nuss, Wolfgang Speidel: Pyraloidea I (Crambidae, Acentropinae, Evergestinae, Heliothelinae, Schoenobiinae, Scopariinae). In: P. Huemer, O. Karsholt, L. Lyneborg (Hrsg.): Microlepidoptera of Europe. 1. Auflage. Band 4. Apollo Books, Stenstrup 2005, ISBN 87-88757-33-1, S. 76 (englisch).
2. ↑  Patrice Leraut: Zygaenids, Pyralids 1. In: Moths of Europe. 1. Auflage. Volume III. NAP Editions, 2012, ISBN 978-2-913688-15-5, S. 188 (englisch).
3. ↑  Evergestis dilutalis bei Fauna Europaea. Abgerufen am 15. April 2013
4. ↑  Global Information System on Pyraloidea (GlobIZ). Abgerufen am 15. April 2013.